# Dub u chemičky
Dub u chemičky je památný strom dub letní (Quercus robur) v Sokolově v Karlovarském kraji. Roste v nadmořské výšce 400 m na malém travnatém ostrůvku v proluce mezi garážemi v Tovární ulici u chemických závodů. Solitérní strom má na obloukovitě prohnutém kmeni nízce nasazenou širokou korunu. Kmen se ve výšce 2,75 metrů dělí do pěti dlouhých kosterních větví, které vytvářejí bohatou korunu. V třímetrové výšce je na kmeni stará jizva po odstranění jedné z kosterních větví. Obvod kmene měří 363 cm, koruna sahá do výšky 19 m (měření 2018).
Strom je chráněn od roku 2019 pro svůj vzrůst.

## Stromy v okolí
- Stříbrný javor v Husových sadech
- Jilm pod Starou Ovčárnou (zaniklý)